# Xiangyangcuo
Xiangyangcuo (kinesiska: 相阳错) är en sjö i Kina. Den ligger i provinsen Sichuan, i den sydvästra delen av landet, omkring 410 kilometer väster om provinshuvudstaden Chengdu. Xiangyangcuo ligger 4 252 meter över havet. Arean är 2,0 kvadratkilometer. Trakten runt Xiangyangcuo består i huvudsak av gräsmarker. Den sträcker sig 1,1 kilometer i nord-sydlig riktning, och 4,0 kilometer i öst-västlig riktning.
Genomsnittlig årsnederbörd är 777 millimeter. Den regnigaste månaden är juli, med i genomsnitt 174 mm nederbörd, och den torraste är november, med 3 mm nederbörd.